# Пєєв Станіслав Тодоров

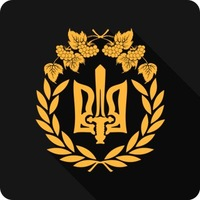
Емблема Народного Фронту Полтавщини

Пєєв Станіслав Тодоров (болг. Пеев Станислав Тодоров; 1 листопада 1990 року, Полтава) — український політичний діяч болгарського походження, голова праворадикальної української націоналістичної організації Народний Фронт Полтавщини, голова регіонального відділення політичної партії Національний корпус у Полтавській області. Є організатором низки політичних та історичних акцій у Полтавській та інших областях України.

## Біографія
У 2007 році створив у Полтаві осередок ВГО Патріот України. Наприкінці 2011 року створив та очолив ГО Народний Фронт Полтавщини. 8 жовтня 2013 року НФП було зареєстровано в органах юстиції. Організація об'єднала патріотичну молодь Полтавщини та займалася проведенням заходів, спрямованих на підвищення рівня національної самосвідомості. Таких як марш УПА, пам'яті Максима Чайки, історичними, соціальними проектами, виступав проти пропаганди ЛГБТ. Брав активну участь у Євромайдані. 1 лютого 2014 року разом із бойовим референтом Українського національного союзу Олегом Голтвянським був затриманий міліцією у Полтаві. Пєєва було звільнено того ж дня, а Голтвянського декількома днями пізніше.
14 квітня у складі групи Правого сектора було затримано та побито співробітниками міліції в Чутовому.
Восени 2014 року серед лідерів організації виникли суперечки ідеологічного характеру. Один із членів керівної ради організації Андрій Олійник звинуватив Пєєва у фінансових махінаціях і зв'язку з лідером ГО «Відродження Полтави», депутатом полтавської міської ради від Блоку Петра Порошенка Солідарність Сергієм Чередниченком. У 2015 році Пєєв балотувався до Полтавської обласної ради від Партії простих людей Сергія Капліна. Після розпаду НФП він вступив у Національний корпус і став керівником відділення партії у Полтавській області. Під його керівництвом пройшла низка різнопланових акцій, таких як патріотичні зустрічі учнів вишів з учасниками АТО та ООС, акція проти нелегальних гральних закладів, зрив тренінгу психологів щодо роботи з представниками ЛГБТ-спільноти у Полтаві.
Основними напрямками, якими займався Національний корпус на чолі з Пєєвим, були навчання самооборони, збереження історико-культурної спадщини, дозвілля жителів. Представники ПК поряд із «СДП», «Самопоміччю» та «Свободою» увійшли до так званого «Штабу опору», який базувався у міській раді після зіткнень 5 квітня 2017 року.
4 травня 2017 року Станіслав Пєєв разом із товаришами виявив на території колишніх артилерійських складів людські останки.